# Bibliothèque de l'École polytechnique fédérale de Lausanne
 (août 2022).
La Bibliothèque de l'EPFL est une institution publique à vocation académique. Elle est située dans le Rolex Learning Center de l'École polytechnique fédérale de Lausanne (EPFL), en Suisse. Ouverte en 2010 à la suite de la fusion des anciennes bibliothèques du campus, elle accueille environ 1 million de visiteurs chaque année. Elle est accessible au public externe.

## Missions
La bibliothèque est le centre de compétences et d’expertise en matière d’information scientifique et technique à l’EPFL. Elle donne, sur place et à distance, un accès large et facilité à l’information scientifique acquise ou produite par l’EPFL, et accompagne ses usagers dans l’évaluation, l’usage, la production, le partage et la dissémination de cette information scientifique.

### Soutien à la publication scientifique
En plus des services traditionnels proposés par la plupart des bibliothèques académiques, la bibliothèque de l'EPFL offre un soutien à la publication scientifique. 
Une équipe de spécialistes conseille et accompagne les chercheurs de l'EPFL en matière de publication scientifique[source secondaire souhaitée], de libre accès et de fouille de textes et de fouille de données, de droit d'auteur et de citation. En 2015, la bibliothèque lance le fonds Gold Open Access. Les auteurs EPFL publiant un article, un livre, un chapitre de livre ou un acte de conférence en Gold Open Access bénéficient désormais d’un soutien financier sous forme d’un remboursement partiel des frais de publications ou de conditions spéciales négociées auprès de certains éditeurs ou journaux. En 2018, Elements of Robotics est le premier livre partiellement financé[source secondaire souhaitée] par le fonds de soutien au libre accès de la bibliothèque[source insuffisante]. En 2019, l'EPFL adopte une politique Open Access[source insuffisante] définissant les lignes directrices de l’institution en matière de diffusion des publications de ses chercheurs. En 2020, les Publishing Support Fast Guides sont mis à la disposition de la communauté scientifique[source secondaire souhaitée].

## Collections
La bibliothèque propose un large choix de documentation électronique et imprimée dans les domaines d’étude et de recherche de l’EPFL. La bibliothèque propose des services de prêt, de réservation et de numérisation de documents. La plupart de ces services sont gratuits sous réserve d'être inscrit à swisscovery, dont fait partie la bibliothèque depuis décembre 2020. 

### Autres documents
En 2019, la bibliothèque met à disposition 500 ouvrages de ses collections patrimoniales numérisées sur la plateforme PLUME.
En 2018, la bibliothèque de l'EPFL met à disposition de sa communauté une collection consacrée aux jeux vidéo, une première pour une bibliothèque académique en Suisse. Si les usagers peuvent emprunter des consoles de jeux et des jeux vidéo en rapport avec les domaines d’étude dispensés à l’EPFL, le but visé est la diversification des approches, qu’elles soient éducatives, récréatives, sociologiques ou scientifiques.

## Historique
En 2003 est nommé M. David Aymonin à la nouvelle fonction de directeur de l’information scientifique.
La première pierre du Rolex Learning Center, futur lieu de la bibliothèque, est posée cinq ans plus tard, en 2008, puis en 2010, la Bibliothèque centrale et les neuf bibliothèques spécialisées du campus se regroupent et déménagent au Rolex Learning Center pour former la Bibliothèque de l’EPFL. L'ouverture au public a lieu le 22 février 2010 et l'inauguration officielle le 25 mai 2010.